# Ngeremlengui
Ngeremlengui, auch Ngaremlengui, ist ein administrativer „Staat“ (eine Verwaltungseinheit) der pazifischen Inselrepublik Palau. Der aus den Dörfern (hamlets) Imeong, Ngchemesed und Ngermetengel bestehende 61 km² große Teilstaat liegt im Westen der Hauptinsel Babeldaob. Im Jahr 2020 lebten in Ngeremlengui 349 Personen, vor allem im Hauptort Imeong. Von den 16 Staaten Palaus hat Ngeremlengui die niedrigste Bevölkerungsdichte und die meisten Nachbarstaaten.